# ارسلان امیری
ارسلان امیری (زادهٔ ۲ اردیبهشت ۱۳۵۴ در سنندج) مستندساز، فیلم‌نامه‌نویس، تدوین‌گر و کارگردان کُرد اهل ایران است. امیری فعالیت حرفه‌ای خود را با مستندسازی آغاز و سپس به عنوان فیلم‌نامه‌نویس و تدوین‌گر با چندین تله‌فیلم و مجموعه تلویزیونی همکاری نمود. وی با ساخت نخستین فیلم سینمایی خود به نام زالاوا موفق شد جایزهٔ بزرگ بهترین فیلم از سی و ششمین دورهٔ هفتهٔ بین‌المللی منتقدان فیلم ونیز، جایزه بهترین فیلم از نگاه هیئت داوران از فدراسیون بین‌المللی منتقدان فیلم و همچنین از سی و نهمین دوره جشنواره فیلم فجر، دو سیمرغ بلورین بهترین کارگردانی فیلم اول و بهترین فیلم‌نامه را کسب کند.

## تحصیلات
او پس از گذراندن دوره یک‌ساله فیلم‌سازی در انجمن سینمای جوانان ایران شعبه سنندج، در رشتهٔ کارگردانی سینما از دانشکده سینما و تئاتر دانشگاه هنر تهران و کارشناسی ارشد ادبیات نمایشی از دانشکده هنرهای زیبای دانشگاه تهران فارغ‌التحصیل شد.

## فعالیت حرفه‌ای
ارسلان امیری از سال ۱۳۸۳ علاوه بر فیلم‌نامه‌نویسی، تدوین و مستندسازی، به عنوان مجری طرح و تهیه‌کننده نیز فعالیت‌های متنوعی داشته‌است.
در سال ۱۳۸۷، امیری اولین همکاری حرفه‌ای خود را به همراه آیدا پناهنده به عنوان فیلم‌نامه‌نویس در تله فیلم گمشده در تاریکی به کارگردانی مازیار میری و تهیه کنندگی علیرضا رئیسیان آغاز کرد.
سپس در سال ۱۳۸۸، به عنوان فیلم‌نامه‌نویس و تدوینگر در تله فیلم قصه داوود و قمری به کارگردانی آیدا پناهنده و تهیه کنندگی کیانوش عیاری همکاری کرد.
در سال ۱۳۸۹، امیری فیلم مستند اتاق امن را با موضوع کودکان کار و خیابان برای مجموعه پرسه در شهر شبکه چهار سیما به تهیه کنندگی جعفر صانعی مقدم تولید کرد. امیری برای ساخت این مستند از چهارمین جشنواره فیلم پلیس، لوح تقدیر و از جشنواره شاپرک‌های شهر، جایزه ویژه هیئت داوران را دریافت کرد.
همچنین در سال ۱۳۸۹، امیری تدوین مستندهای بلند خانه قمر خانم به کارگردانی آیدا پناهنده را بر عهده داشته‌است.
در سال ۱۳۹۲، امیری با نگارش فیلم‌نامه و تدوین فیلم تلویزیونی آبروی از دست رفته آقای صادقی به کارگردانی آیدا پناهنده، جایزه بهترین فیلمنامه بخش فیلم‌های تلویزیونی در سومین دوره جشنواره تلویزیونی جام جم و جایزه یاس زرین بهترین فیلمنامه از اولین دوره جشنواره بین‌المللی فیلم‌های ویدئویی را مشترک با آیدا پناهنده دریافت کرد.
در سال ۱۳۹۳، امیری به عنوان فیلم‌نامه‌نویس و تدوین‌گر در فیلم سینمایی ناهید به کارگردانی آیدا پناهنده همکاری نموده‌است. فیلمنامه ناهید، اولین فیلمنامه سینمایی امیری همراه با آیدا پناهنده، در بخش نگاه نو سی و سومین دوره جشنواره فیلم فجر، نامزد بهترین فیلمنامه و این فیلم در بخش نوعی نگاه شصت و هشتمین دوره جشنواره فیلم کن ۲۰۱۵ موفق به دریافت جایزه آینده نویدبخش شد.
در سال ۱۳۹۴، امیری به عنوان تدوین‌گر در مستند زمناکو به کارگردانی مهدی قربان‌پور همکاری داشته‌است که موفق به دریافت جوایز متعددی از جمله تندیس بهترین فیلم از هفدهمین جشن خانه سینما در سال ۱۳۹۴، تندیس شهید آوینی از نهمین جشنواره بین‌المللی سینما حقیقت در سال ۱۳۹۴ و جایزه بزرگ بین الادیان از سی و چهارمین جشنواره جهانی فیلم فجر در سال ۱۳۹۵ شده‌است.
در سال ۱۳۹۵، امیری دومین همکاری سینمایی خود را با آیدا پناهنده در نگارش فیلم سینمایی اسرافیل انجام داد. به دلیل حرکت درونی متن در جهت تغییر ساختار فیلمنامه بر مبنای شخصیت، لوح تقدیر بهترین پیرنگ داستانی از هفتمین شب فیلم‌نامه‌نویسان سینمای ایران به ارسلان امیری و آیدا پناهنده اهدا شد.
همچنین در سال ۱۳۹۵، امیری سومین فیلمنامه سینمایی خود را به نام ویلایی‌ها همراه با منیر قیدی به نگارش درآورد. این فیلمنامه در سی و پنجمین جشنواره فیلم فجر نامزد دریافت سیمرغ بلورین بهترین فیلمنامه و در یازدهمین جشن منتقدان و نویسندگان سینمای ایران نامزد دریافت بهترین فیلمنامه شد. امیری به همراه منیر قیدی برای فیلم‌نامه سینمایی ویلایی‌ها جایزه بهترین فیلمنامه را در پانزدهمین دورهٔ جشنواره بین‌المللی فیلم مقاومت دریافت کرد.
در سال ۱۳۹۷، امیری به عنوان فیلم‌نامه‌نویس در فیلم سینمایی پاییز نیکایدوها (The Nikaidos' Fall) به کارگردانی آیدا پناهنده و تهیه‌کنندگی نایومی کاواسه فیلمساز مشهور ژاپنی همکاری کرده‌است. این فیلم با بازی ماسایا کاتو، شیزوکا ایشیباشی و کیتا ماچیدا، محصول ژاپن و هنگ کنگ است که در ژاپن اکران شده‌است.

## فیلم‌شناسی

### فیلم‌نامه‌نویس

#### مجموعه تلویزیونی
- پروین اعتصامی (مشترک با آیدا پناهنده- تهیه‌کنندگی رسول صدرعاملی- ۱۳۹۱)[۲۴]
- هم‌سایه (مشترک با تهمینه بهرام–کارگردان: محمدحسین غضنفری - ۱۴۰۰)

#### فیلم تلویزیونی
- گمشده در تاریکی (مازیار میری- ۱۳۸۴)
- قصه داوود و قمری (آیدا پناهنده- ۱۳۸۸)
- آبروی از دست رفته آقای صادقی (آیدا پناهنده- ۱۳۹۰)
- از جنوب شرقی (آیدا پناهنده- ۱۳۹۲)

#### فیلم سینمایی
- ناهید (آیدا پناهنده- ۱۳۹۳)
- ویلایی‌ها (منیر قیدی- ۱۳۹۵)
- اسرافیل (آیدا پناهنده- ۱۳۹۵)
- گیج‌گاه (عادل تبریزی - ۱۳۹۸)
- پاییز نیکایدوها (آیدا پناهنده - ۲۰۱۸)
- زالاوا (ارسلان امیری - ۱۳۹۹)
- تی تی (آیدا پناهنده- ۱۳۹۹)

#### فیلم کوتاه
- چراغ خورشیدی (آیدا پناهنده)[۲۵]

### کارگردان
- ترانسفر (مستند - ۱۳۸۳)
- مرثیه ای برای یک رؤیا (مستند - ۱۳۸۵)
- زمین ناآرام (مستند - ۱۳۸۵)
- اتاق امن (مستند - ۱۳۸۹)
- مجموعه فیلم‌های کوتاه تلویزیونی دنیای بهتر (۱۳۹۵)
- زالاوا (فیلم سینمایی - ۱۳۹۹)

### تهیه‌کننده و مجری طرح
- قصه گیل وگالش (مستند بلند / مختار نامدار - ۱۳۸۹)
- خانه قمرخانم (مستند بلند / آیدا پناهنده- ۱۳۸۹)
- روزی عمو یدالله و همسرش (مستند کوتاه / مرتضی زنجانی- ۱۳۹۲)[۲۶]
- گلدان‌های زمستانی (داستانی نیمه بلند / آیدا پناهنده - ۱۳۸۸)
- مستند داداسلطنه (مستند کوتاه / هادی احمدی - ۱۳۹۶)
- سوزن آب (فیلم سینمایی / بهمن شهروان - ۱۳۹۸)
- روشنایی‌های شهر (آیدا پناهنده)
- در میان تاریکی (عماد خدابخش)
- غروب حلزون (آزاد محمدی)
- قصه گیل و گالش (مختار نامدار)
- تاج خروس (آیدا پناهنده)
- ایراندخت (آیدا پناهنده)

### تدوین‌گر
- قصه داوود و قمری (فیلم تلویزیونی/ آیدا پناهنده - ۱۳۸۸)
- آبروی از دست رفته آقای صادقی (فیلم تلویزیونی/ آیدا پناهنده -۱۳۹۰)
- ازجنوب شرقی (فیلم تلویزیونی/ آیدا پناهنده -۱۳۹۱)
- خانه قمرخانم (مستند بلند / آیدا پناهنده- ۱۳۸۹)
- چراغ خورشیدی (فیلم کوتاه/ آیدا پناهنده - ۱۳۹۱)[۲۵]
- زمناکو (مستند بلند/ مهدی قربانپور - ۱۳۹۴)
- برزخ (مستند بلند / آیدا پناهنده - ۱۳۹۵)
- ناهید (۱۳۹۴)
- پاییز نیکایدوها (۲۰۱۸)
- تی تی (فیلم سینمایی- به‌طور مشترک با عماد خدابخش/ آیدا پناهنده- ۱۳۹۸–۱۳۹۹)